# Oecetis notata
Oecetis notata är en nattsländeart som först beskrevs av Jules Pièrre Rambur 1842.  Oecetis notata ingår i släktet Oecetis och familjen långhornssländor. Arten är reproducerande i Sverige. Inga underarter finns listade i Catalogue of Life.